# 北海道道112号札幌当別線
北海道道112号札幌当別線（ほっかいどうどう112ごう さっぽろとうべつせん）は、北海道札幌市東区と石狩郡当別町を結ぶ道道（主要地方道）である。札幌市域は札幌市管理路線。

## 概要
札幌市内においては、札幌圏都市計画道路である「伏古拓北通」の一部となっている。伏古拓北通は当路線の起点よりさらに南進し、北海道道89号札幌環状線交点までの区間が該当する。

### 路線データ
- 起点：北海道札幌市東区北34条東27丁目（国道274号交点）
- 終点：北海道石狩郡当別町末広（北海道道81号岩見沢石狩線交点）
- 総延長：18.9 km[要出典]

## 歴史
- 1981年（昭和56年）7月23日 - 993号として路線認定[1]。
- 1993年（平成5年）5月11日 - 建設省から、道道札幌当別線が札幌当別線として主要地方道に指定される[2]。
- 1994年（平成6年）10月1日 - 路線番号を112号に変更[3]。

## 路線状況

### 重複区間
- 国道337号：札幌市北区あいの里4条8丁目 - 当別町ビトエ

### 道路施設
主な橋梁等
- 石狩川：札幌大橋（札幌市北区篠路町拓北 - 当別町ビトエ〈国道337号重複区間〉）
- JR学園都市線：あいの里跨線橋（札幌市北区あいの里3条8、あいの里3条9 - 札幌市北区拓北

## 地理

### 通過する自治体
- 石狩振興局
  - 札幌市（東区 - 北区）
  - 石狩郡当別町

### 交差する道路
札幌市東区

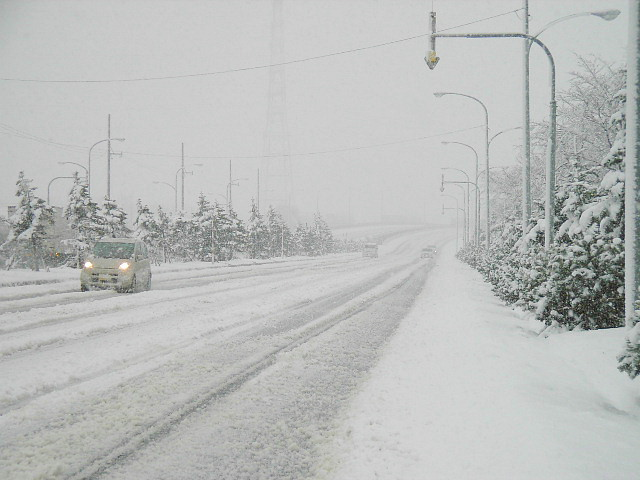
札幌市北区。伏古拓北通（2004年12月）

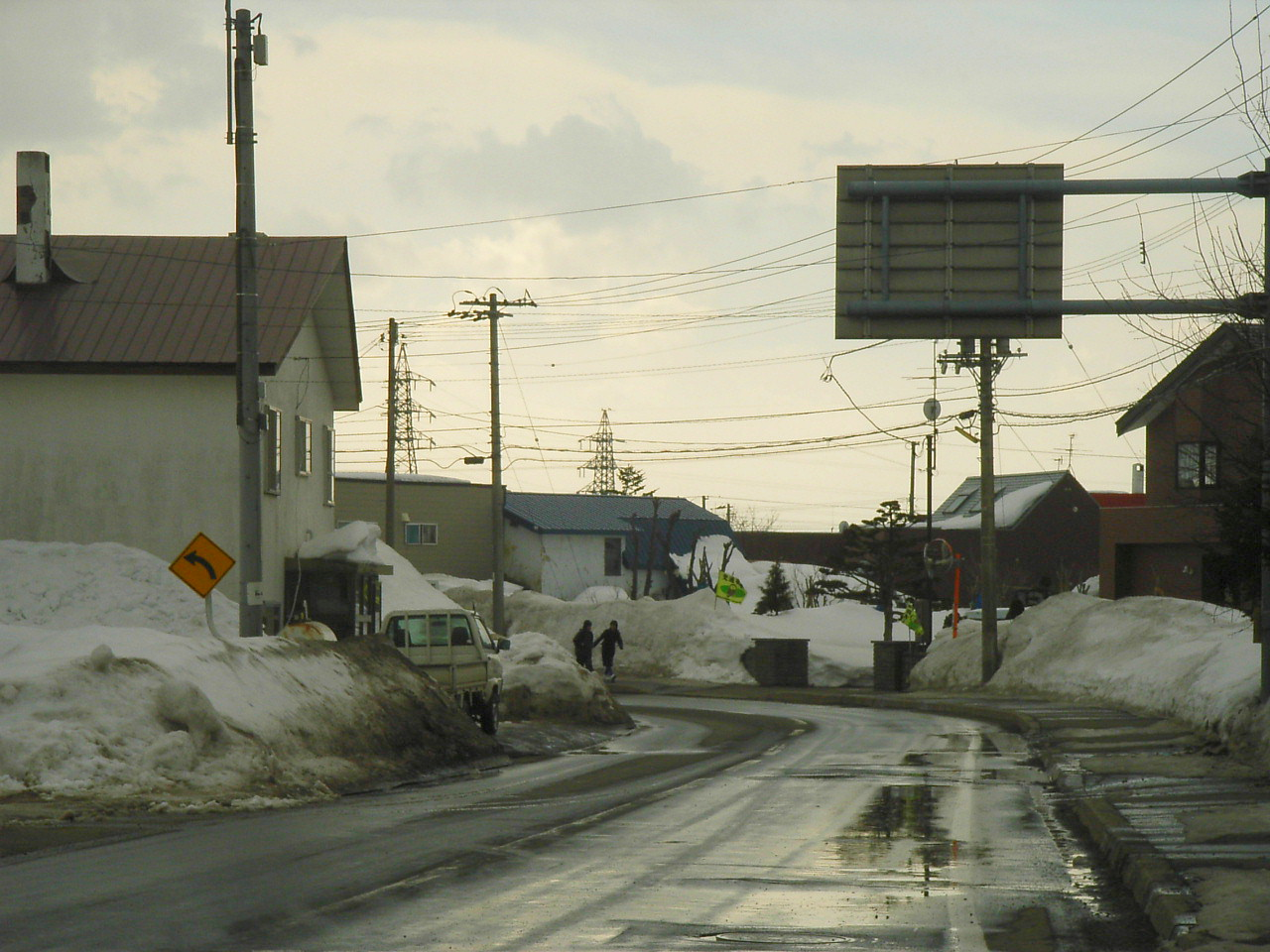
当別町末広（2005年3月）

- 国道274号 - 北34条東27丁目（起点）
- 北海道道1137号丘珠空港東線 - 北37条東27丁目

札幌市北区
- 北海道道128号札幌北広島環状線 - 篠路町拓北
- 国道337号 - 篠路町拓北

当別町
- 国道337号 - ビトエ
- 北海道道366号石狩当別停車場線 - 弥生・末広交差点
- 北海道道81号岩見沢石狩線 - 末広（終点）

#### 沿線にある施設など
札幌市東区
- 北海道札幌丘珠高等学校
- サッポロさとらんど
- モエレ沼公園

札幌市北区
- JR北海道 札沼線（学園都市線） あいの里公園駅
- あいの里公園
- 札幌市役所建設局下水道施設部創成川水処理センター拓北水再生プラザ

当別町
- 当別町役場教育委員会西当別コミュニティセンター
- 太美郵便局